# Käthe-Kollwitz-Schule (Hannover)

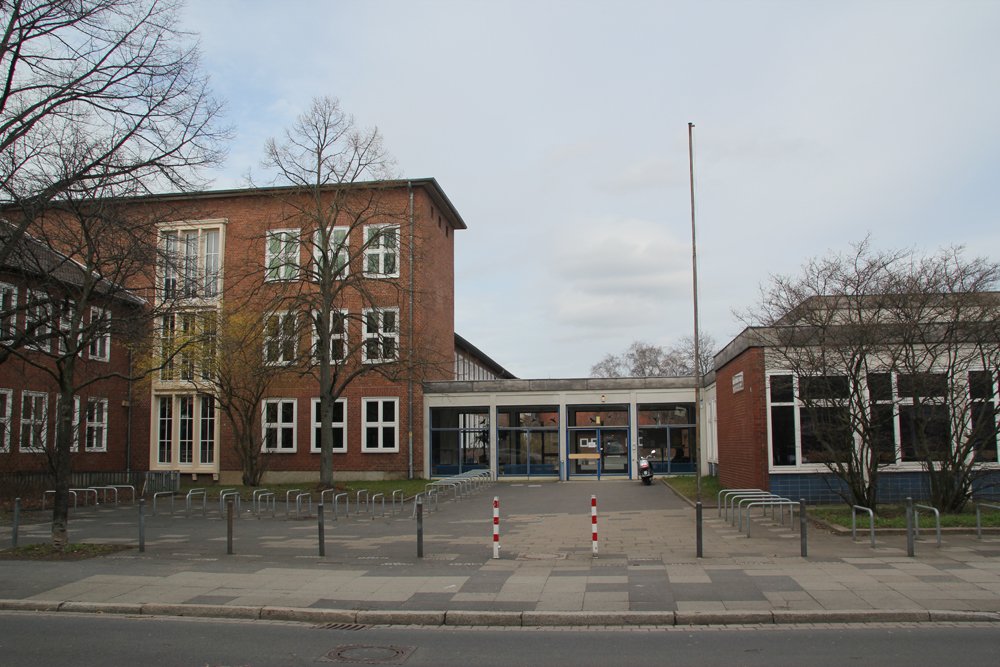
Käthe-Kollwitz-Schule (Hannover), Eingang der Außenstelle, 2013

Die Käthe-Kollwitz-Schule (KKS) in Hannover-Groß-Buchholz ist eines von sechzehn hannoverschen Gymnasien in staatlicher Trägerschaft.

## Schulprofil
Seit 2005 gibt es einen musikalischen Schwerpunkt mit Bläser- und Musikzweigklassen. An der Schule kann das deutsch-französische Abitur AbiBac abgelegt werden. Besonderes Engagement zeigt die Schule im Bereich Umweltschutz, unter anderem durch ein Kooperationsprojekt zum Schutz des Regenwaldes in Ecuador. Seit dem Anfang des Schuljahres 2017/2018 verwendet die Käthe-Kollwitz Schule iPads im Unterricht. Das Projekt hat den Namen „Mobiles Lernen“.

## Geschichte
Die KKS entstand Ostern 1955 durch die Teilung der Elisabeth-Granier-Schule in die Ricarda-Huch-Schule und die Käthe-Kollwitz-Schule. Planverfasser des Gebäudekomplexes waren die Architekten Gerd Lichtenhahn und Rolf Herzog. Sie wurde benannt nach der Künstlerin Käthe Kollwitz (weitere nach ihr benannte Schulen siehe Käthe-Kollwitz-Schule). Nach vier Jahren gemeinsamen Unterrichts beider Schulen am Bonifatiusplatz zog die KKS 1959 in einen Neubau an der Podbielskistraße im Stadtteil Groß-Buchholz.
Bis 1980 war die KKS eine reine Mädchenschule. Zum 1. August 1980 wurden erstmals in der Eingangsklasse 7 auch Jungen aufgenommen, 1986 machte die letzte reine Mädchenklasse Abitur.
Die Außenstelle an der Gottfried-Keller-Straße bestand bis in die 1990er Jahre als eigenständige Gottfried-Keller-Schule, damals als Orientierungsstufe.
Im Jahr 2000 präsentierte sich die KKS als „Expo-Schule“ für das Land Niedersachsen auf der Weltausstellung Expo 2000 in Hannover.

## Ehemalige
Schüler:
- Kim Birke (* 1987), ehemalige deutsche Handballnationalspielerin
- Benjamin-Helge Bruns (* 1980), Opernsänger
- Thea Dückert (* 1950), Politikerin von Bündnis 90/Die Grünen und ehemalige Bundestagsabgeordnete
- Sven-Christian Kindler (* 1985), Bundestagsabgeordneter von Bündnis 90/Die Grünen
- Lena Meyer-Landrut (* 1991), Sängerin und Gewinnerin des Eurovision Song Contest 2010
- Ortrun Schulz (* 1960), Philosophin und Autorin
- Heino Wiese (* 1952), Politiker und ehemaliger Bundestagsabgeordneter
- Christian Klinckwort (* 1986), Mitglied von Adaptiv
- Philipp Polley (* 1990), Mitglied von Adaptiv

Lehrkräfte:
- Heiko Postma (* 1946), Publizist

## Schulleiter
- Ilse Arndt (1955–1978)
- Edgar Ahlborn (1978–1984)
- Heinz Tienarend (1984–1986, kommissarisch)
- Martin Kronenberg (1986–2007)
- Gerd Köhncke (2007–2010)
- Eckhard Franklin (2010–2020)
- Katja Schader (seit 2020)